# (63528) Kocherhans
(63528) Kocherhans est un astéroïde de la ceinture principale.

## Description
(63528) Kocherhans est un astéroïde de la ceinture principale. Il fut découvert le 13 août 2001 à Badlands (Dakota du Sud) par Ron Dyvig. Il présente une orbite caractérisée par un demi-grand axe de 3,00 UA, une excentricité de 0,04 et une inclinaison de 7,8° par rapport à l'écliptique.

## Compléments